# Giuseppe Guarneri
 Giuseppe Guarneri  o  Joseph Guarnerius  (Cremona, 21 d'agost de 1698 - Cremona, 17 d'octubre de 1744) va ser un lutier italià, també conegut com a  Guarneri del Gesù  per signar els seus instruments en l'interior de la caixa de ressonància amb el monograma de Crist, IHS. Els seus instruments tenen un prestigi i valor comparables als d'Antonio Stradivari.
Els seus violins, en comparació amb els de Stradivari, tenen un so menys espontani però més potent i profund. Niccolò Paganini va usar molts violins de diversos autors però el seu més famós i estimat instrument va ser un Guarneri del Gesù anomenat "el cannon" (per la seva potència) i va revalorar el treball d'un lutier tingut fins aleshores com a secundari. Alguns dels més prestigiosos violinistes de tots els temps han fet servir els Guarneri en els seus concerts, com ara Arthur Grumiaux, Uto Ughi, Pinchas Zukerman, Henryk Szeryng, Jascha Heifetz, Isaac Stern, Vadim Repin, David Garrett i Gidon Kremer.
L'exemplar de Kremer data de 1730, (segons consta en la seva biografia).
El "cannon" de Paganini es troba actualment en exposició a Gènova.
El cèlebre Vieuxtemps Guarneri va ser utilitzat per Henri Vieuxtemps i és un dels últims que el mestre Guarneri va construir. És l'instrument més car de la història d'acord amb la subhasta de 2010.